# Paria frosti
Paria frosti är en skalbaggsart som beskrevs av Wilcox 1957. Paria frosti ingår i släktet Paria och familjen bladbaggar. Inga underarter finns listade i Catalogue of Life.